# Harthill (Écosse)
Pour les articles homonymes, voir Harthill.
Harthill est un village situé à mi-chemin entre Glasgow et Edimbourg en Écosse.
Sa population était estimée à 2 610 habitants en 2020.